# Spálenec
Spálenec (německy Brenntenberg) je osada, část obce Zbytiny v okrese Prachatice v Jihočeském kraji. Leží šest kilometrů východně od Volar. Nachází se v širokém údolí Blanice na severu Želnavské hornatiny v nadmořské výšce 840 metrů.

## Historie
První písemná zmínka o vesnici pochází z roku 1700. Obživou obyvatel rozptýlené horské vesnice bylo dřevařství, pastevectví, lnářství a domácká řemesla. V letech 1886–1889 se 50 osob vystěhovalo do Štýrska. V roce 1910 zde stálo 99 domů s 546 obyvateli (všichni německé národnosti). V letech 1918–1919 byla podél Blanice vystavěna úzkorozchodná Arnoštovská lesní dráha a ve Spálenci bylo překladiště. Po vysídlení Němců zůstalo mnoho domů neobydlených (v roce 1950 zde žilo jen 47 obyvatel) a postupně došlo k jejich demolici.
V současnosti zde stojí asi dvě desítky roztroušených domů a obnovená kaple.

## Přírodní poměry
Spálenec leží na území chráněné krajinné oblasti Šumava, evropsky významné lokality Šumava a ptačí oblasti Boletice. Značnou část katastrálního území zabírají národní přírodní památky Blanice a Prameniště Blanice.

## Obyvatelstvo
| Rok            | 1869 | 1880 | 1890 | 1900 | 1910 | 1921 | 1930 | 1950 | 1961 | 1970 | 1980 | 1991 | 2001 | 2011 | 2021 |
| -------------- | ---- | ---- | ---- | ---- | ---- | ---- | ---- | ---- | ---- | ---- | ---- | ---- | ---- | ---- | ---- |
| Počet obyvatel | 587  | 592  | 575  | 574  | 546  | 591  | 583  | 47   | 34   | 8    | 7    | 6    | 4    | 4    | 9    |
| Počet domů     | 72   | 97   | 96   | 98   | 99   | 99   | 102  | 108  | 108  | 3    | 2    | 19   | 18   | 18   | 17   |

## Obecní správa
Při sčítání lidu v letech 1850–1952 Spálenec byl samostatnou obcí v okrese Prachatice. Od roku 1953 je částí obce Zbytiny v okrese Prachatice.

## Galerie

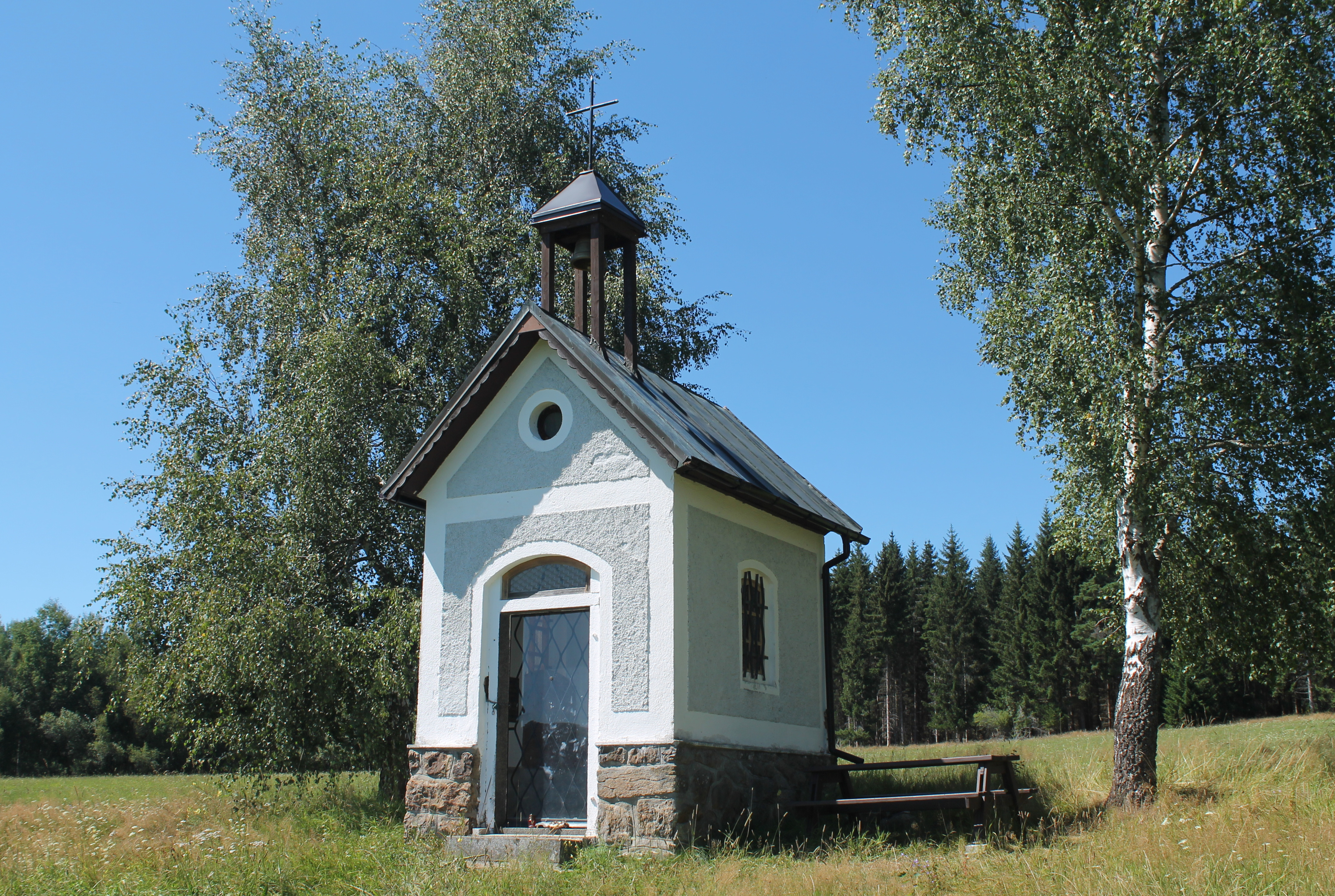
Kaple ve Spálenci
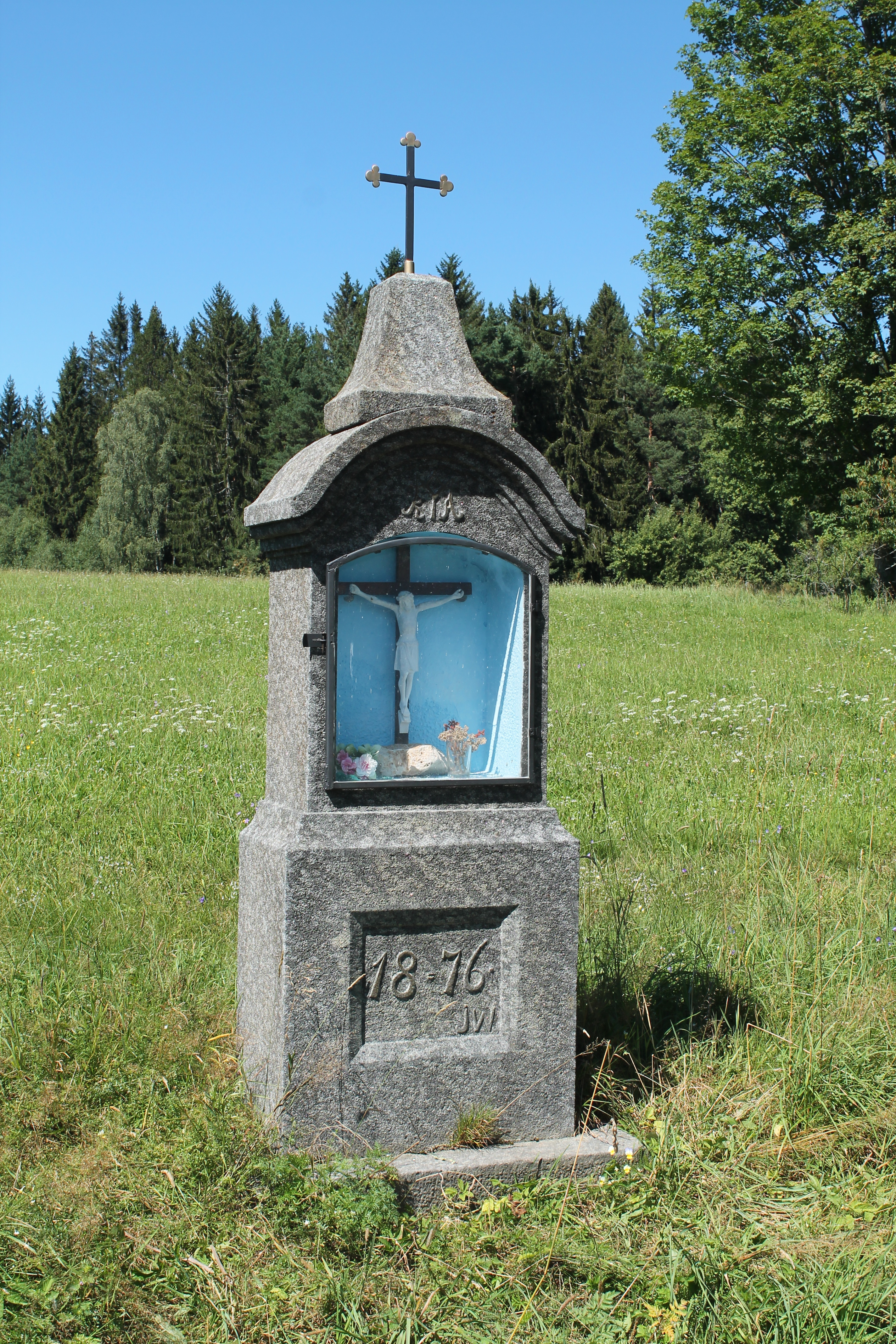
Boží muka
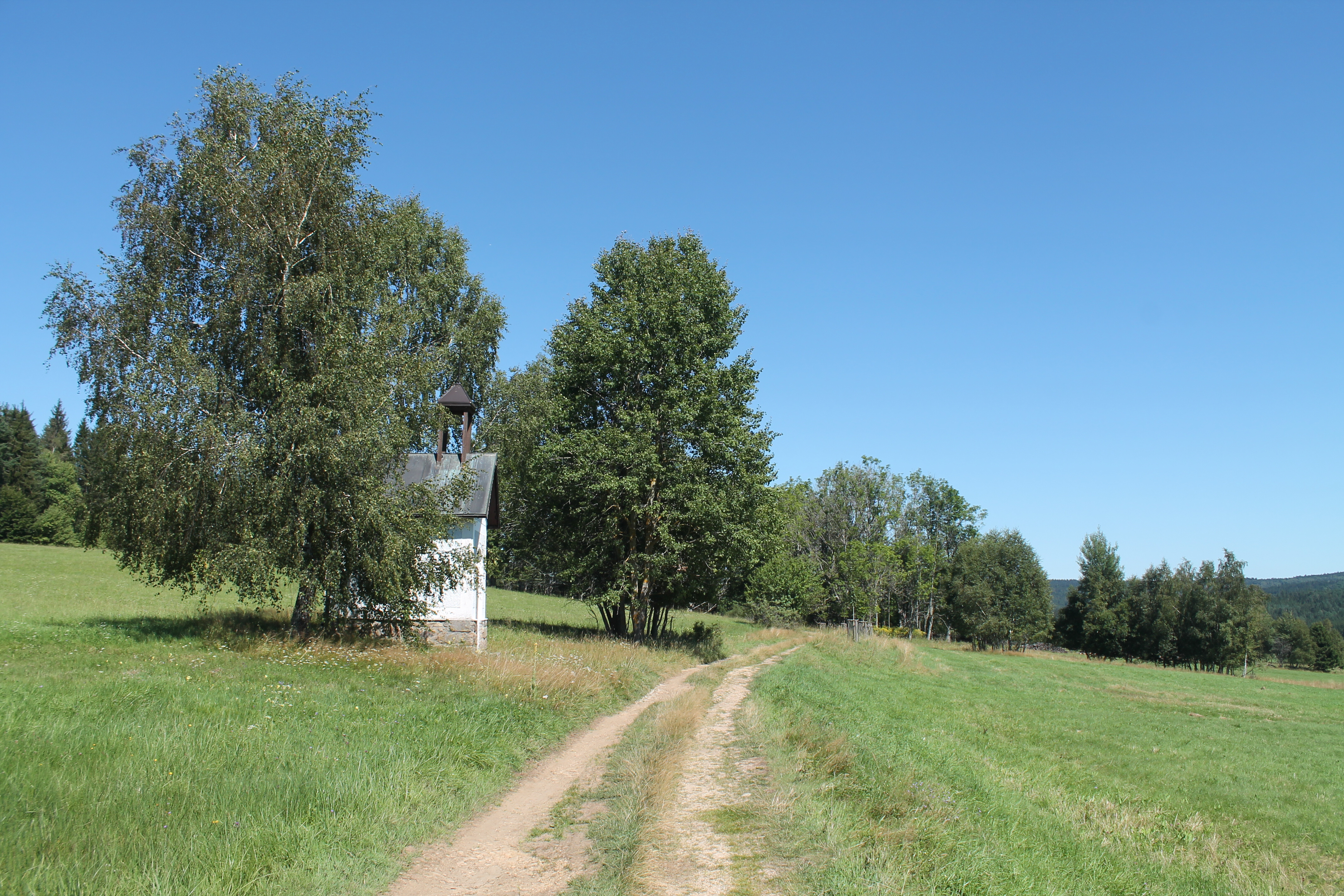
Zaniklé jádro vsi
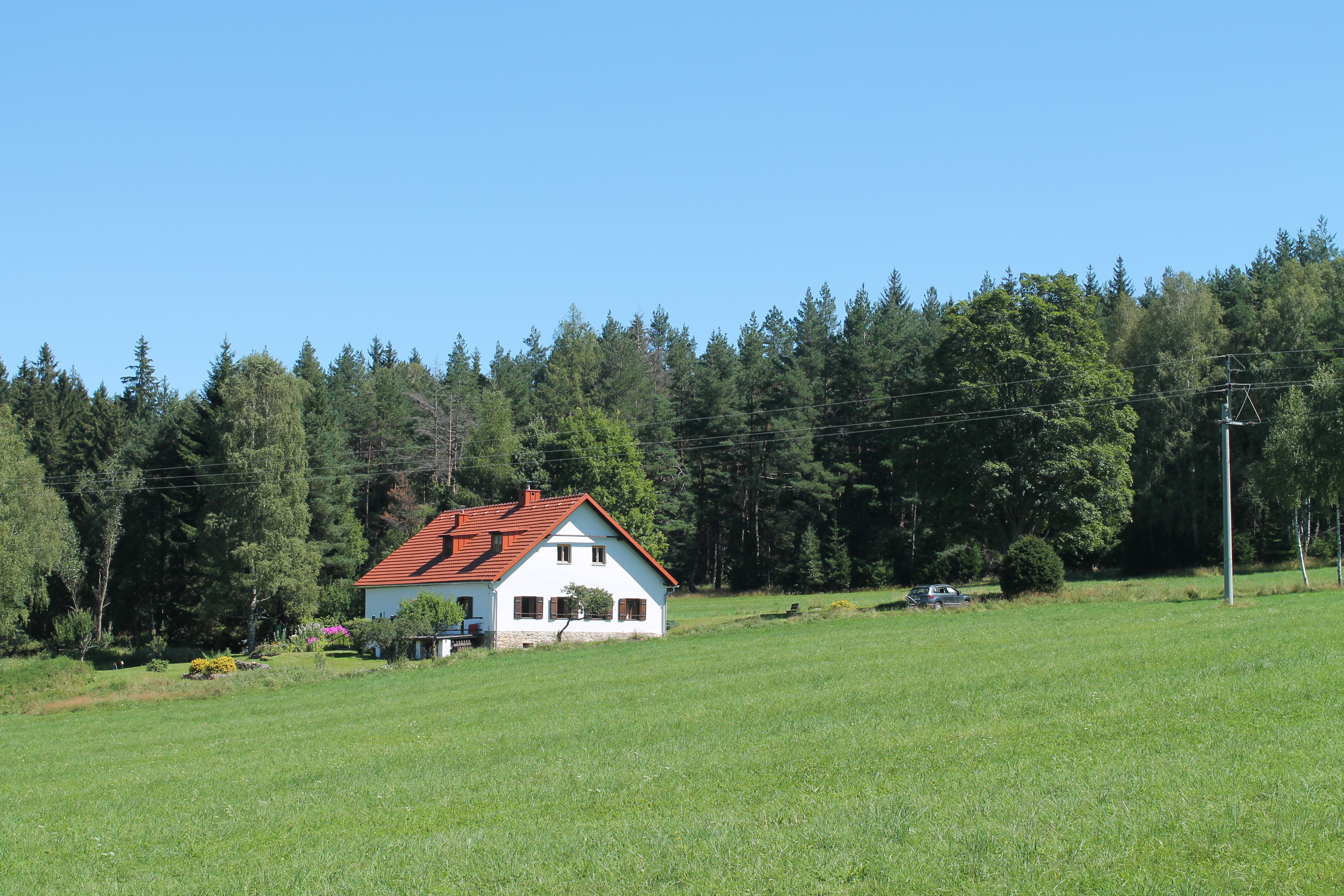
Dům čp. 5
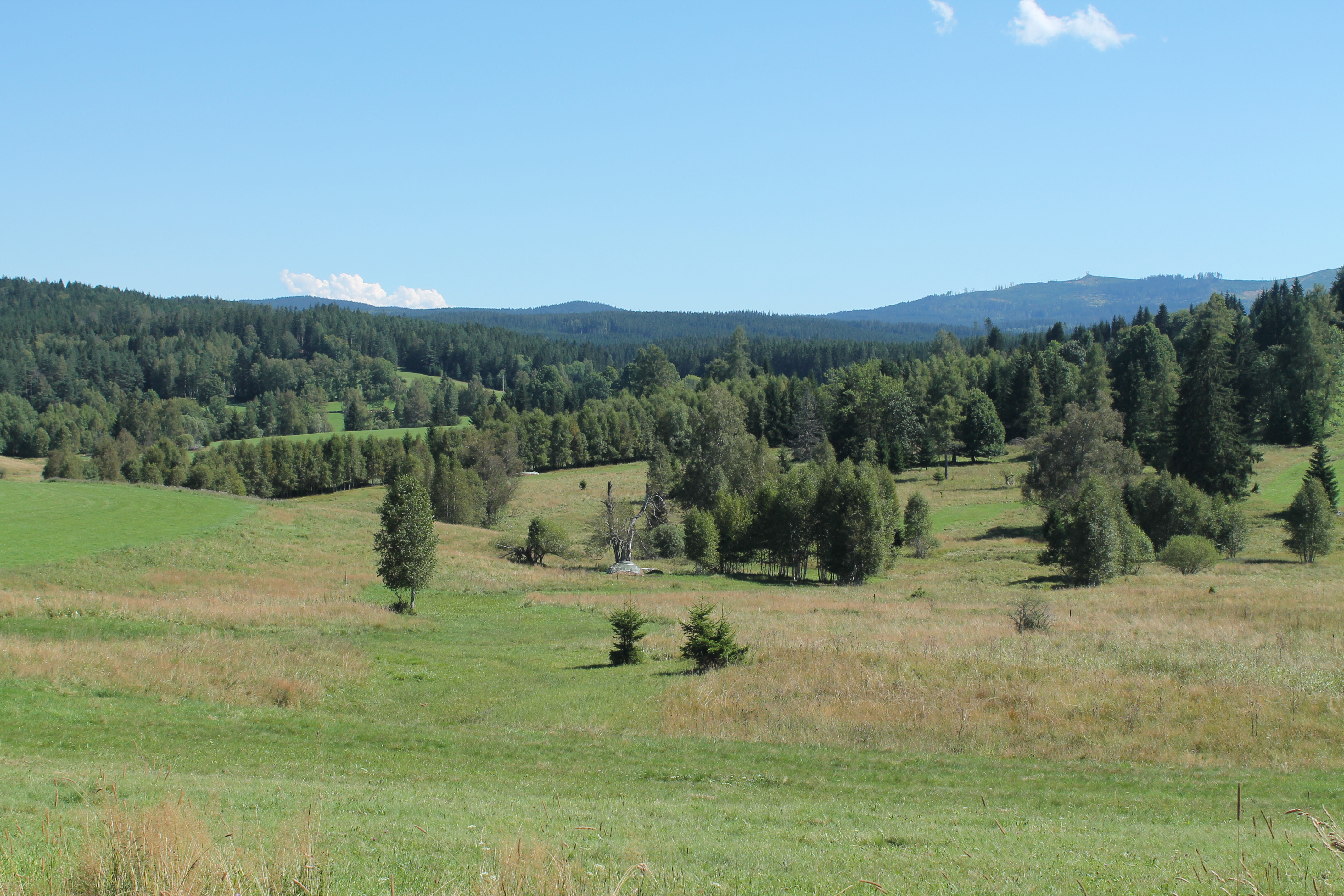
Národní přírodní památka Prameniště Blanice
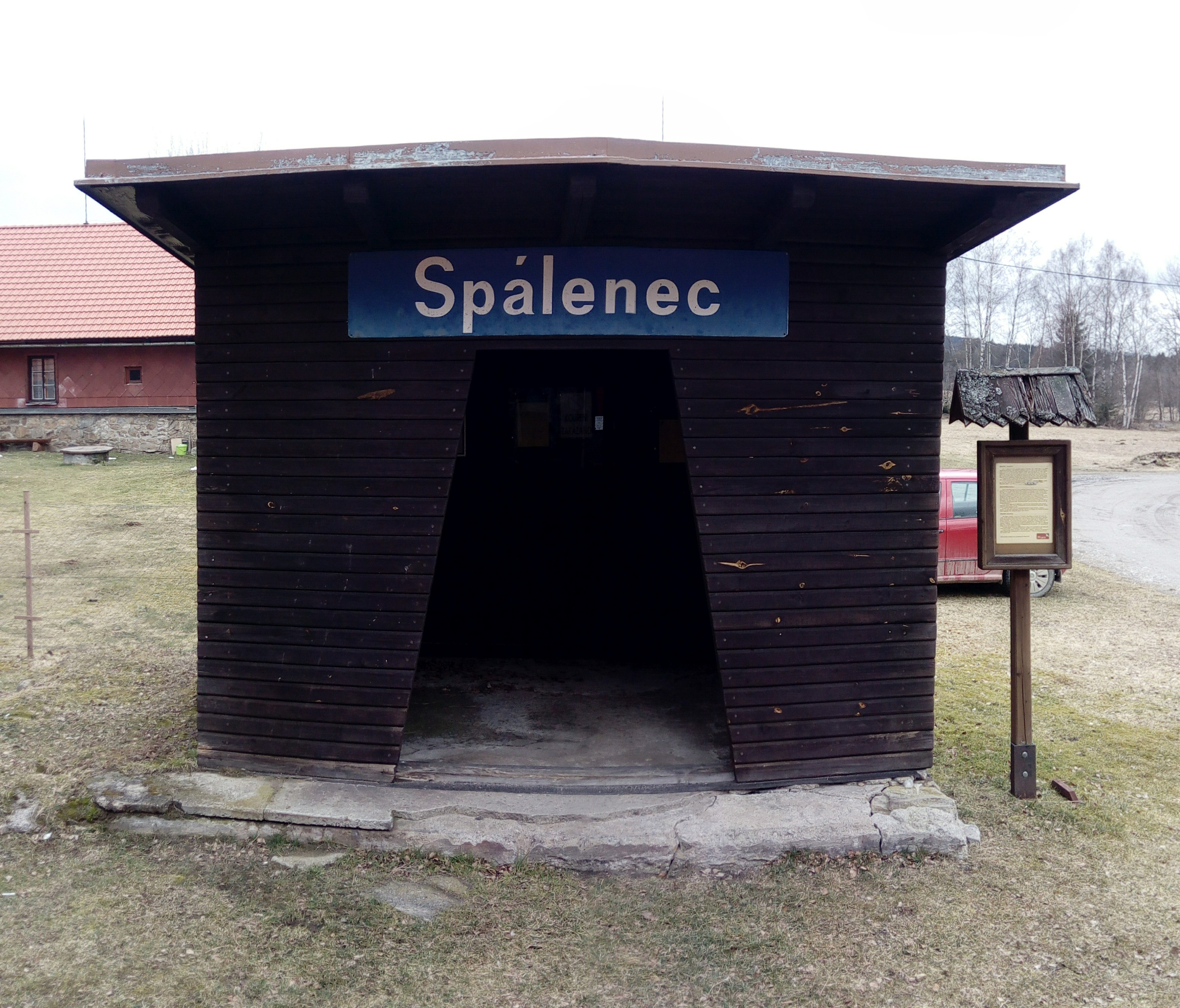
Železniční zastávka Spálenec
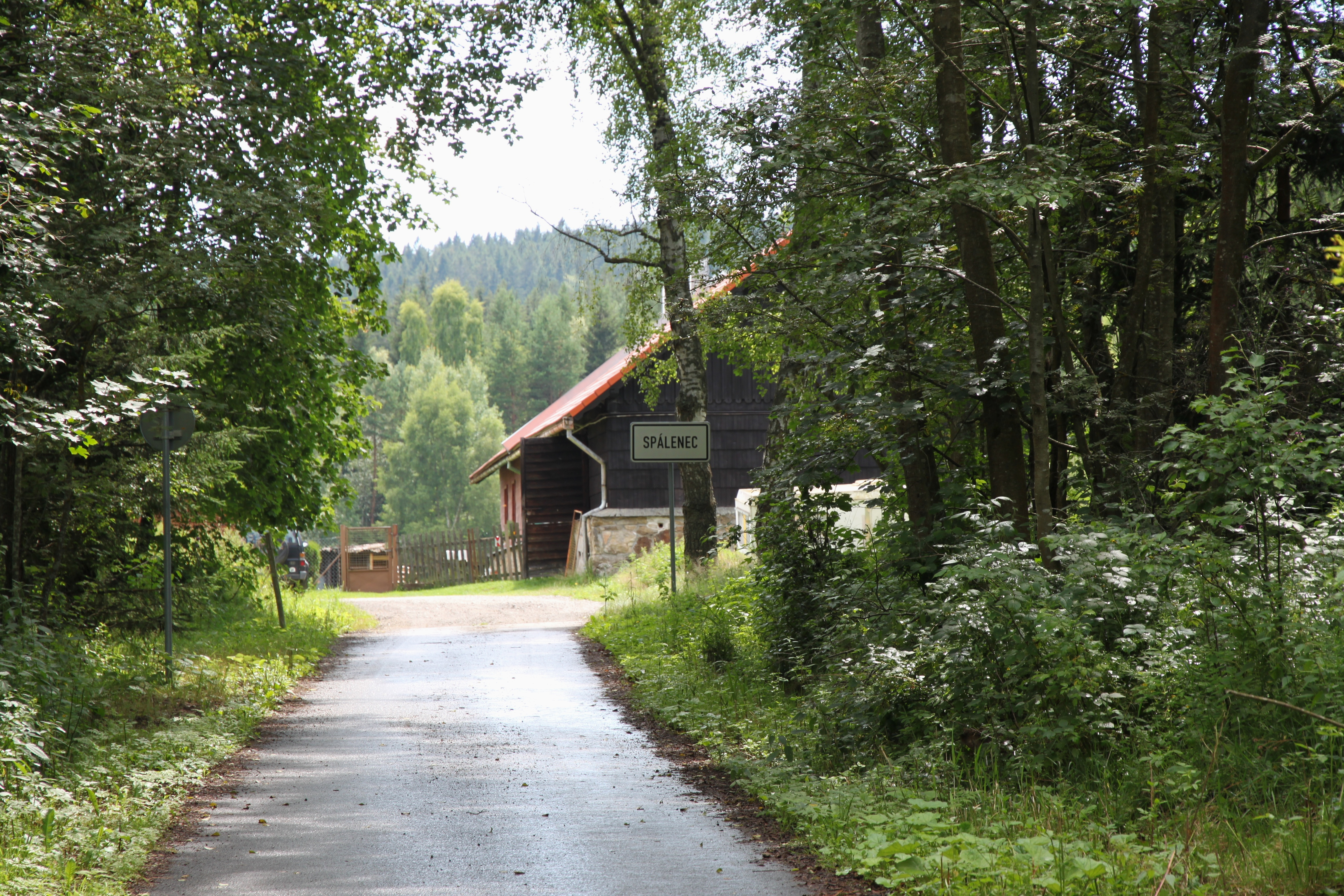
Příjezd k železniční zastávce
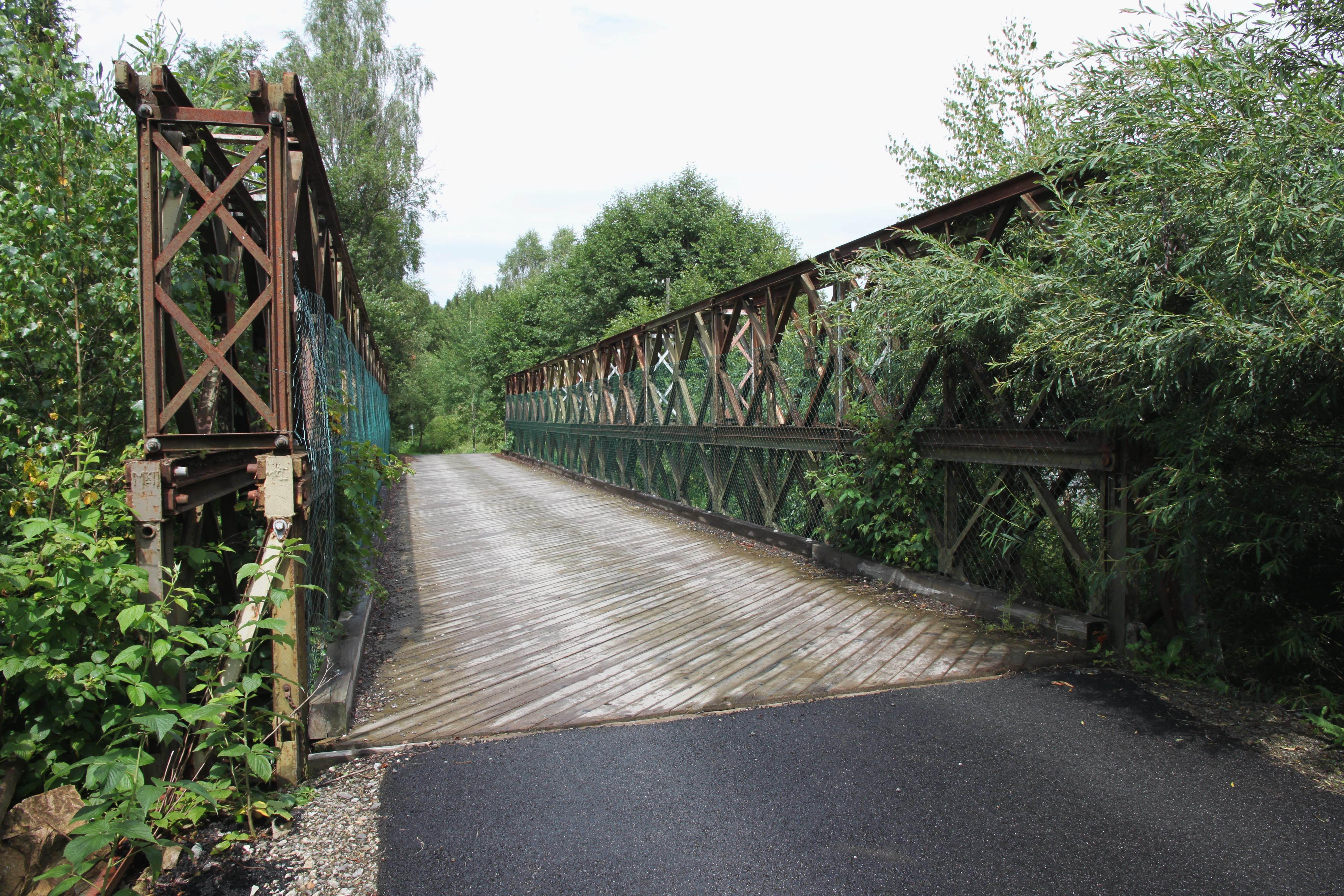
Silniční most u železniční zastávky
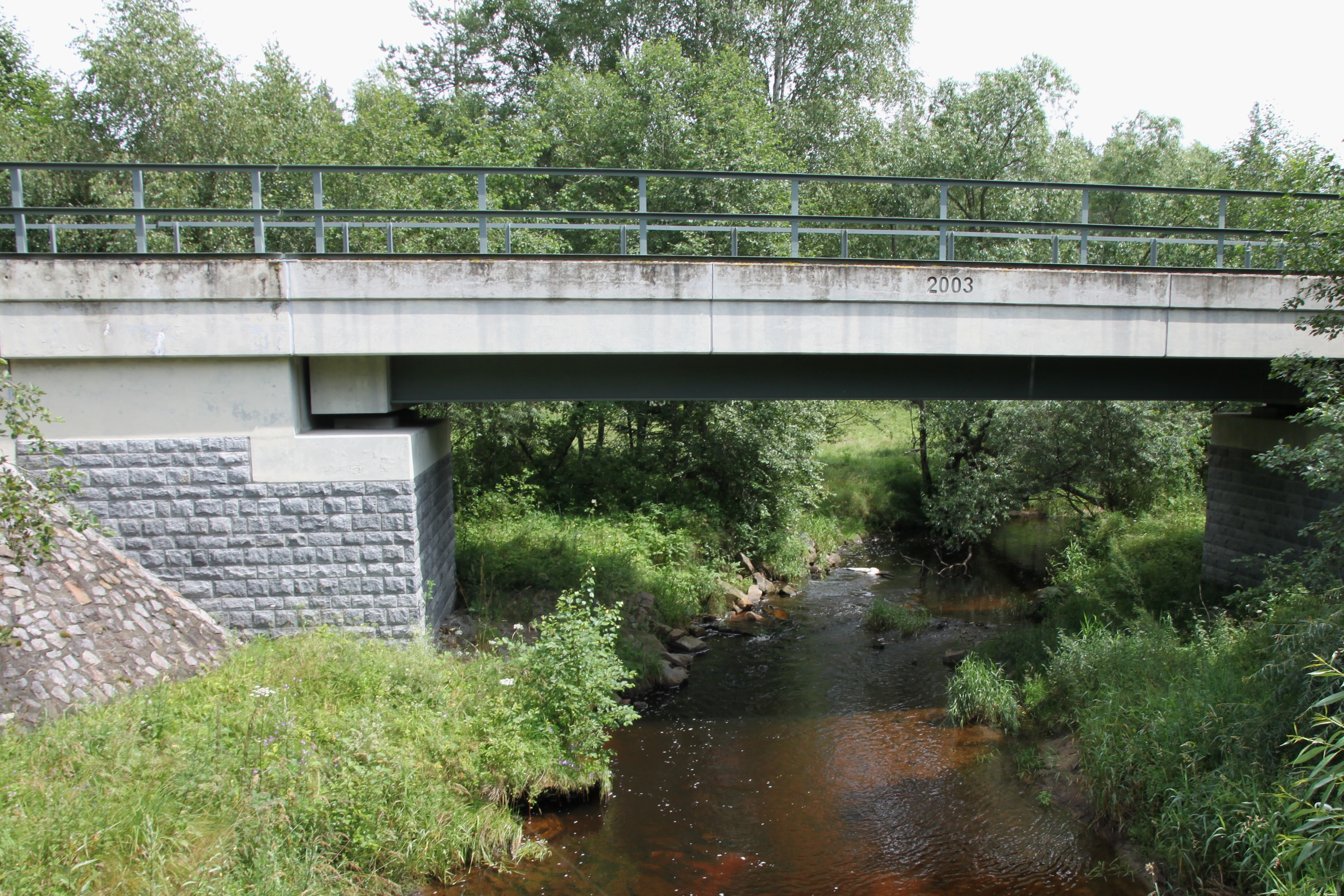
Železniční most přes Blanici